# Jane Austen
Jane Austen (/ˈɒstɪn, ˈɔːs-/ ; 16 tháng 12 năm 1775 - 18 tháng 7 năm 1817) là một tiểu thuyết gia người Anh. Bà nổi tiếng với sáu cuốn tiểu thuyết lấy bối cảnh giới địa chủ trung lưu Anh vào cuối thế kỷ 18. Cốt truyện của Austen thường phản ánh tình cảnh phụ thuộc của người phụ nữ vào hôn nhân như là cứu cánh duy nhất để đảm bảo vị thế xã hội và lợi ích vật chất. Các tác phẩm của bà phê phán thể loại tiểu thuyết tình cảm nửa sau thế kỷ 18 và góp phần vào giai đoạn chuyển đổi sang chủ nghĩa văn học hiện thực thế kỷ 19. Tính châm biếm song song với tính hiện thực và phê bình xã hội đã khiến Austen được hoan nghênh và ca ngợi bởi cả công chúng và giới phê bình.  
Với việc xuất bản Lý trí và tình cảm (1811), Kiêu hãnh và định kiến (1813), Trang viên Mansfield (1814), và Emma (1816), Austen đạt được một số thành công nhất định nhưng do tác phẩm đều được xuất bản ẩn danh, tên tuổi bà hoàn toàn không được biết tới khi còn tại thế. Bà còn hoàn thành hai cuốn tiểu thuyết khác - Northanger Abbey (Tu viện Northanger) và Persuasion (Thuyết phục), đều được xuất bản sau khi bà qua đời vào năm 1818 - và một cuốn còn dang dở là Sanditon. Bà cũng để lại bản thảo ba tập truyện thanh thiếu niên, cuốn tiểu thuyết sử thi ngắn Lady Susan và cuốn tiểu thuyết chưa hoàn thành The Watsons (Gia đình Watson).
Danh tiếng của Austen đến sau khi bà qua đời, với sáu cuốn tiểu thuyết đã hoàn thành hầu như chưa khi nào ngừng tái bản. Một bước chuyển biến quan trọng diễn ra vào năm 1833, khi tiểu thuyết của bà được tái bản trọn bộ trong tuyển tập của nhà xuất bản Richard Bentley, minh họa bởi Ferdinand Pickering. Tiểu thuyết Austen dần dần được đón nhận và hoan nghênh rộng rãi. Năm 1869, nửa thế kỷ sau khi bà qua đời, cháu trai bà đã xuất bản Hồi ức về Jane Austen, giới thiệu một phiên bản hấp dẫn về văn nghiệp và cuộc đời vốn được cho là bình lặng của bà tới công chúng. 
Austen đã khơi nguồn cảm hứng của một số lượng lớn các tiểu luận phê bình và tuyển tập văn học. Tiểu thuyết Austen là nguyên tác chuyển thể nhiều bộ phim điện ảnh và truyền hình, tiểu thuyết, hậu truyện, tiểu thuyết cải biên, từ Pride and Prejudice năm 1940 cho đến các chế tác gần đây hơn như Sense and Sensibility (1995), Nhật ký tiểu thư Jones (2001) và  Love & Friendship (2016).

### Nguồn tiểu sử

Trang cuối cùng của lá thư Austen gửi cho chị gái Cassandra, ngày 11 tháng 6 năm 1799.

### Gia đình

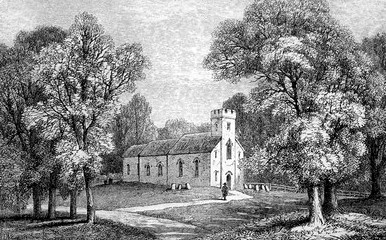
Nhà thờ Steventon được mô tả trong Hồi ức về Jane Austen.

### Steventon

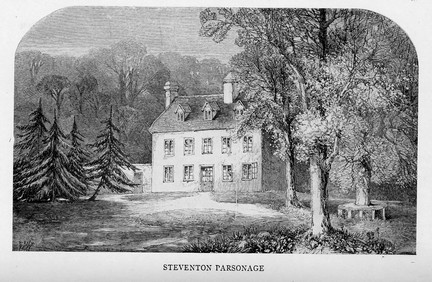
Tòa giáo xứ Steventon, như được miêu tả trong Hồi ức về Jane Austen, nằm trong một thung lũng và được bao quanh bởi đồng cỏ.

### Giáo dục

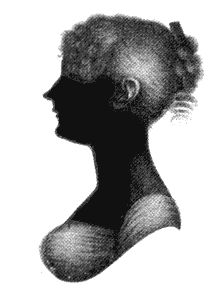
Tranh bóng của Cassandra Austen, chị gái và người bạn thân nhất của Jane.

### Tom Lefroy

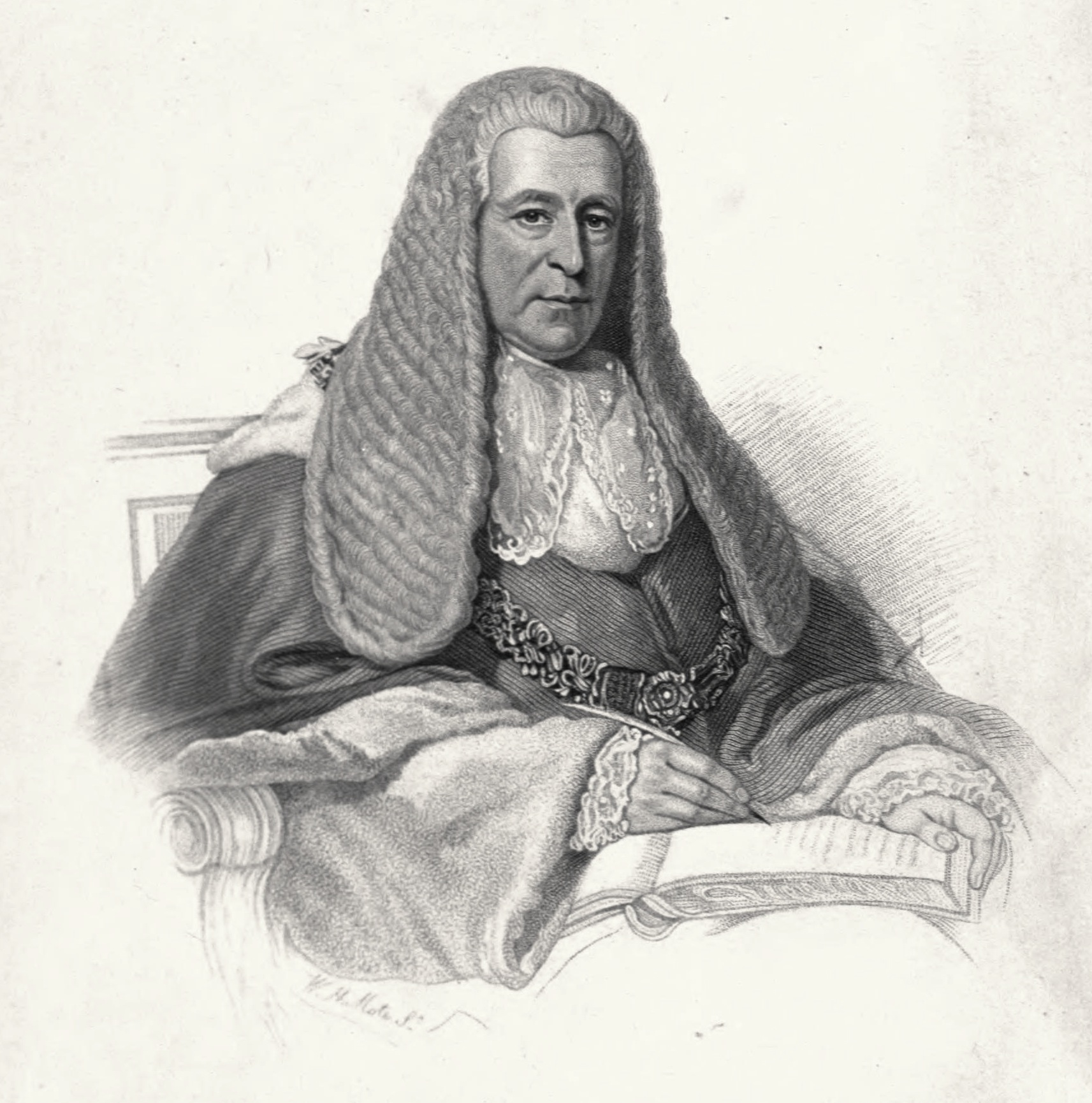
Thomas Langlois Lefroy, Thẩm phán tối cao Ireland, vẽ bởi W.H. Mote (1855); khi về già, Lefroy thừa nhận rằng ông đã từng yêu Austen.

### Bath và Southampton

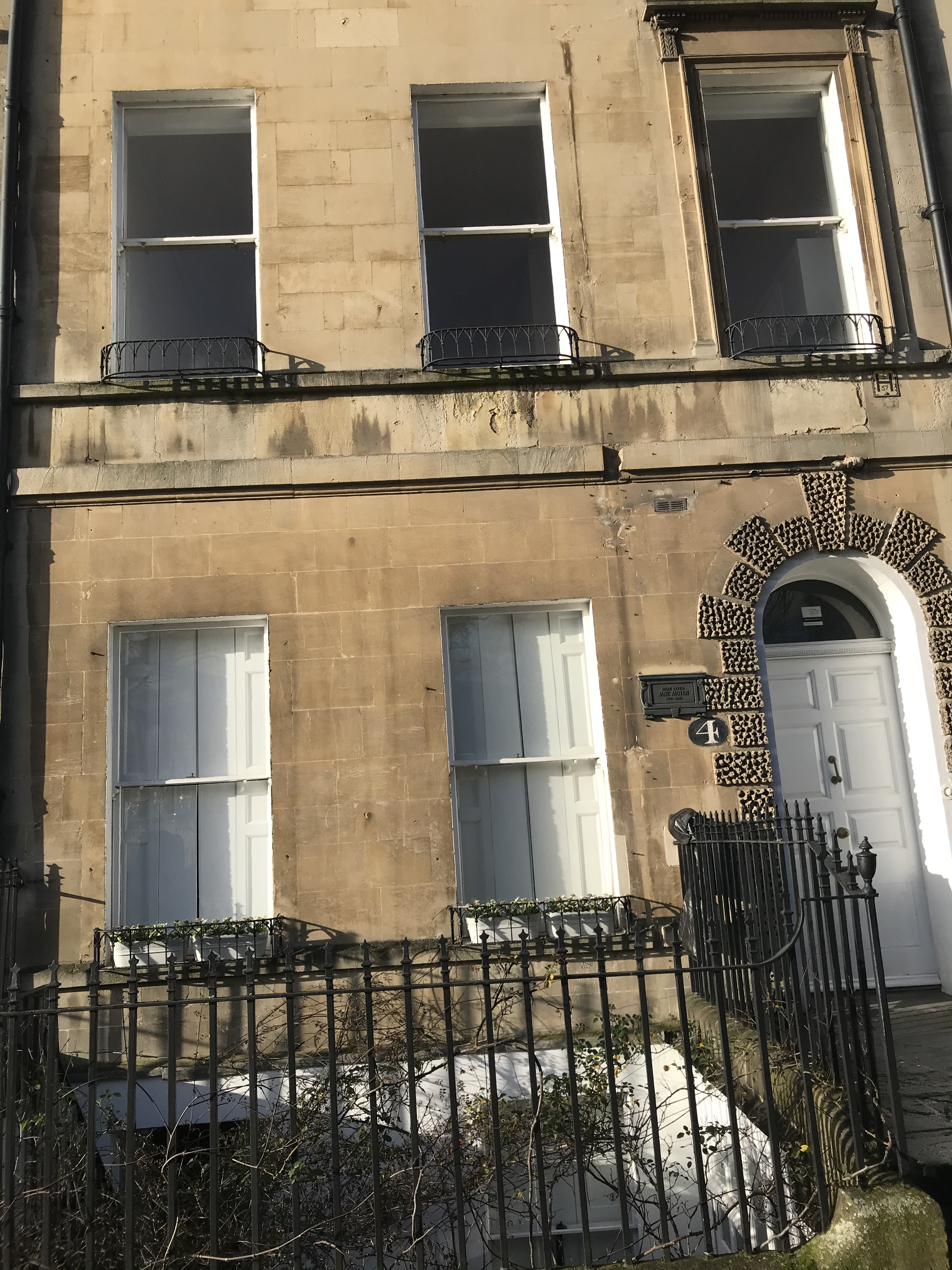
Nhà của Austen ở 4 Sydney Place, Bath, Somerset

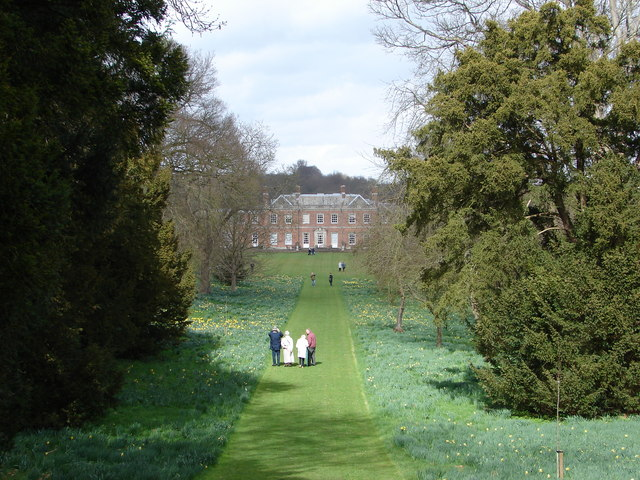
Austen thường xuyên viếng thăm dinh thự của anh trai Edward, Godmersham Park ở Kent, từ năm 1798 đến 1813. Ngôi nhà được coi là có ảnh hưởng đến các tác phẩm của cô.

### Chawton

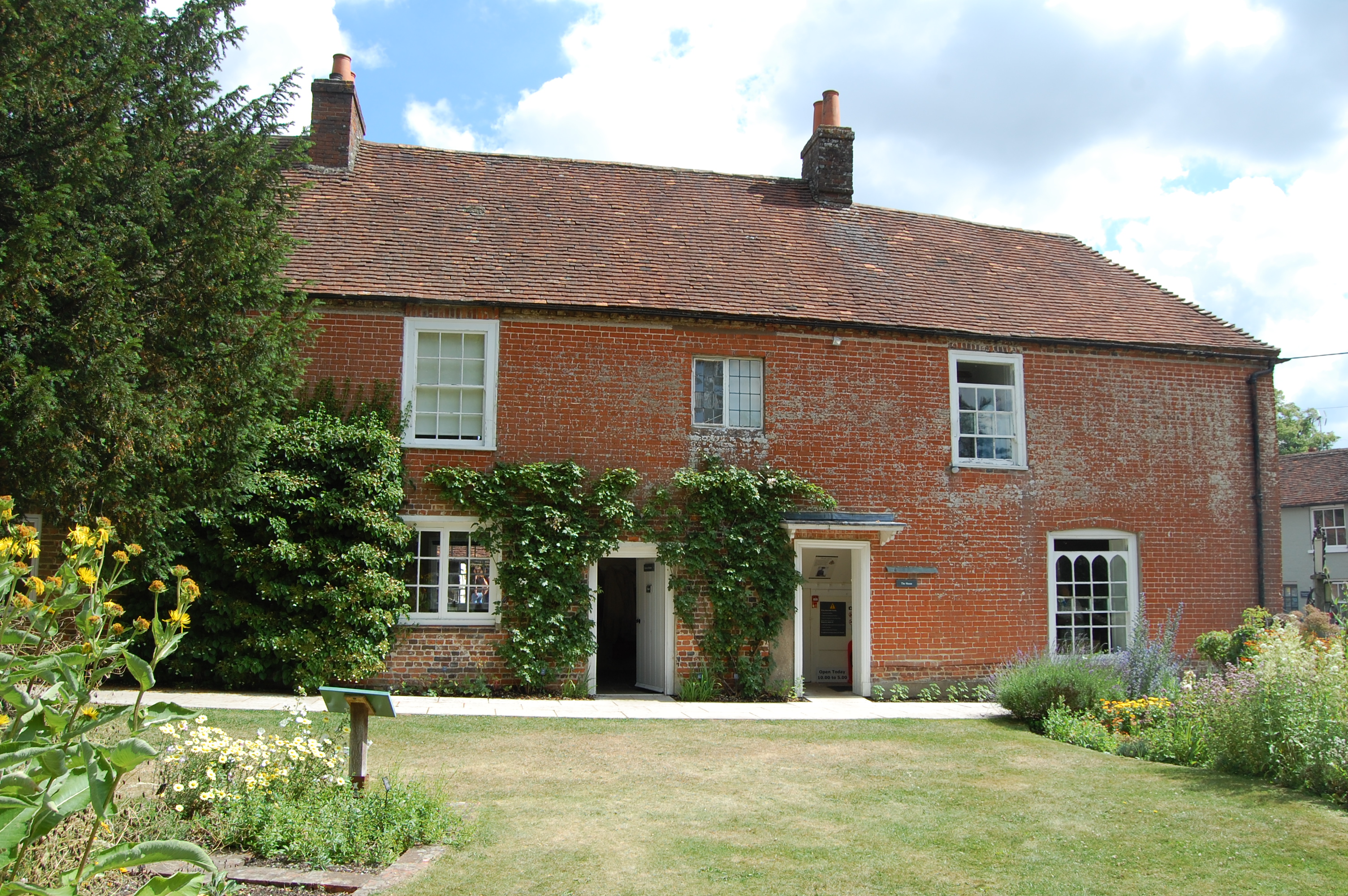
Gia trang Chawton, Hampshire nơi Austen sống trong tám năm cuối đời, nay là Bảo tàng Jane Austen's House

### Qua đời

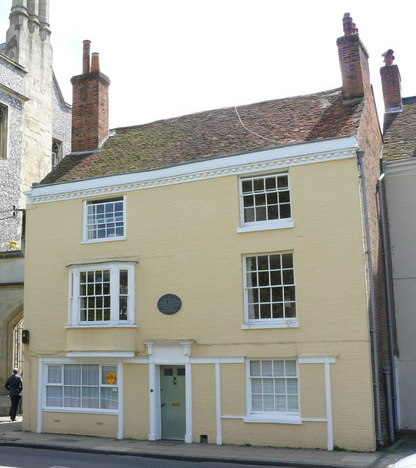
8 College Street ở Winchester, nơi Austen sống những ngày cuối cùng và qua đời.

## Cuộc đời